# Ель-Портал (Флорида)
Ель-Портал (англ. El Portal) — селище (англ. village) в США, в окрузі Маямі-Дейд штату Флорида. Населення — 1986 осіб (2020).

## Географія
Ель-Портал розташований за координатами 25°51′19″ пн. ш. 80°11′39″ зх. д. / 25.85528° пн. ш. 80.19417° зх. д. (25.855379, -80.194122).  За даними Бюро перепису населення США в 2010 році селище мало площу 0,99 км², з яких 0,98 км² — суходіл та 0,01 км² — водойми. В 2017 році площа становила 1,09 км², з яких 1,08 км² — суходіл та 0,01 км² — водойми.

## Демографія
Згідно з переписом 2010 року, у селищі мешкало 2325 осіб у 847 домогосподарствах у складі 574 родин. Густота населення становила 2346 осіб/км².  Було 939 помешкань (947/км²).
Расовий склад населення:
| - 50,1 % — чорних або афроамериканців - 39,8 % — білих - 1,2 % — азіатів - 0,1 % — корінних американців - 3,9 % — осіб інших рас |

До двох чи більше рас належало 4,8 %. Частка іспаномовних становила 28,6 % від усіх жителів.
За віковим діапазоном населення розподілялося таким чином: 18,9 % — особи молодші 18 років, 69,9 % — особи у віці 18—64 років, 11,2 % — особи у віці 65 років та старші. Медіана віку мешканця становила 40,9 року. На 100 осіб жіночої статі у селищі припадало 97,9 чоловіків;  на 100 жінок у віці від 18 років та старших — 98,4 чоловіків також старших 18 років.
Середній дохід на одне домашнє господарство  становив 61 774 долари США (медіана — 52 216), а середній дохід на одну сім'ю — 61 526 доларів (медіана — 46 458). За межею бідності перебувало 16,0 % осіб, у тому числі 29,8 % дітей у віці до 18 років та 19,9 % осіб у віці 65 років та старших.
Цивільне працевлаштоване населення становило 1341 особа. Основні галузі зайнятості: освіта, охорона здоров'я та соціальна допомога — 21,3 %, науковці, спеціалісти, менеджери — 12,6 %, транспорт — 11,6 %.